# Theodor von Troschke

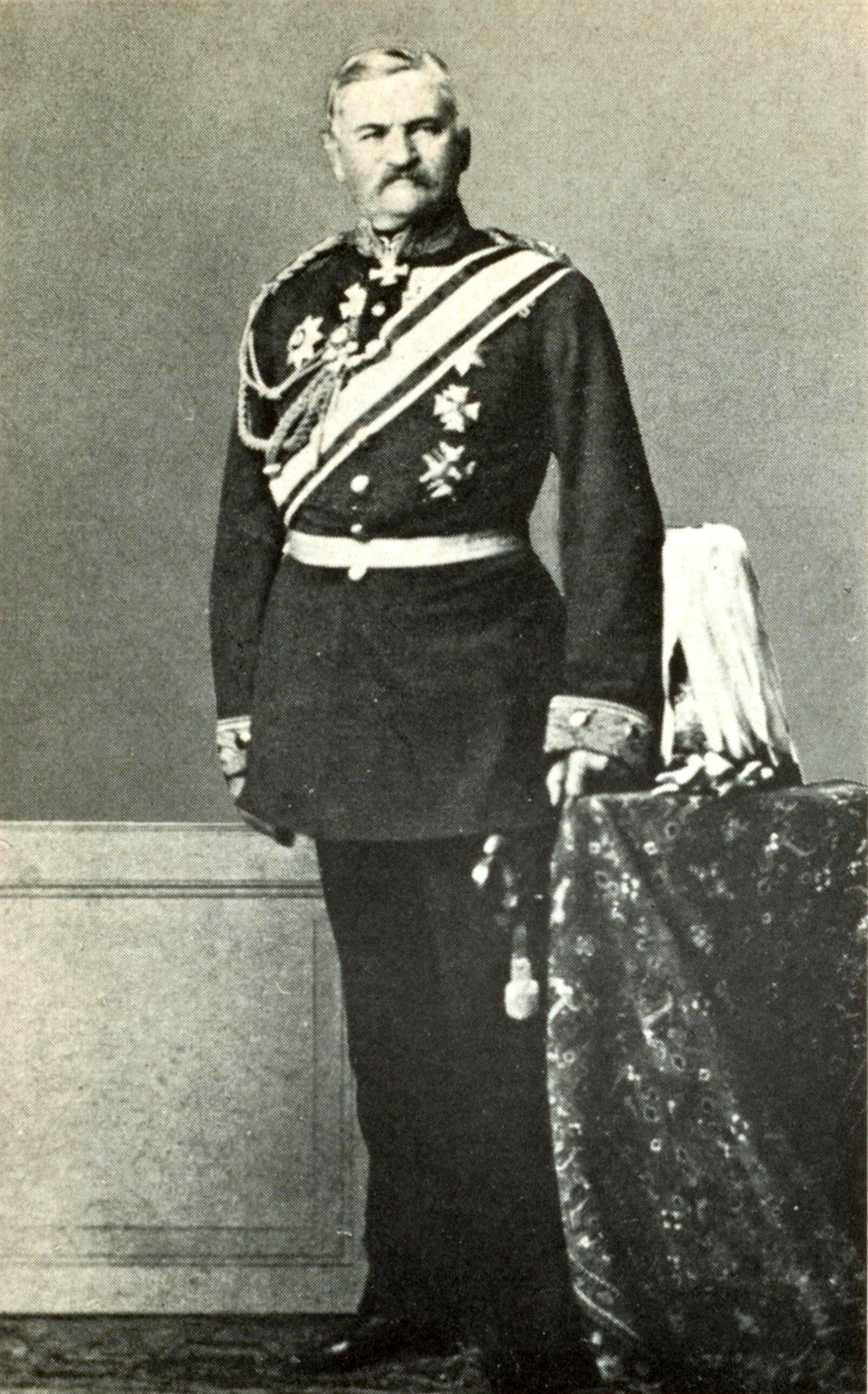
Theodor von Troschke

Karl Wilhelm August Theodor Freiherr von Troschke (* 13. März 1810 in Berlin; † 11. Februar 1876 ebenda) war ein preußischer Generalleutnant.

## Leben

### Herkunft
Theodor war Angehöriger des preußischen freiherrlichen Adelsgeschlechts von Troschke. Seine Eltern waren der preußische Generalmajor Ernst von Troschke (1741–1809) und dessen dritte Ehefrau Juliane Henriette Wilhelmine, geborene von Luck (1771–1826). Sie war die Schwester des preußischen Generals der Infanterie Hans von Luck (1775–1859).

### Werdegang
Troschke begann seine Laufbahn 1820 als Kadett in Potsdam und wechselte als solcher 1823 nach Berlin. Er avancierte 1827 zum Sekondeleutnant und wurde der Gardeartilleriebrigade aggregiert und 1829 einrangiert. Von 1833 bis 1836 war er zur Allgemeinen Kriegsschule und von 1837 bis 1839 zum Topographischen Büro kommandiert. Seine Beförderung zum Premierleutnant bei der 4. Artilleriebrigade erfolgte 1839. Im Jahr 1840 war er für einige Monate zur Gardepionierabteilung und 1841 erst zum Trigonometrischen Büro danach zum Großen Generalstab kommandiert. Er avancierte 1842 zu Hauptmann im Generalstab des III. Armee-Korps und 1846 zum Major im Generalstab des I. Armee-Korps. 1848 wurde Troschke Abteilungskommandeur bei der 2. Artilleriebrigade. Er stieg 1853 zum Oberstleutnant auf und wurde 1854 Kommandeur des 1. Artillerie-Regiments. Hiernach avancierte er 1854 zum Oberst und 1858 zum Generalmajor und Brigadier. Im Jahre 1857 wurde er Direktor der Vereinigten Artillerie- und Ingenieurschule, Mitglied der Ober-Militär-Studienkommission und der Artillerieprüfungskommission.
Troschke wurde 1859 mit dem Roten Adlerorden II. Klasse mit Eichenlaub ausgezeichnet, zu dem er 1861 noch den Stern erhielt. Außerdem wurde er Mitglied der Prüfungskommission für Premierleutnante der Artillerie. 1860 hat er das Kommandeurskreuz I. Klasse des hannoverschen Guelphen-Ordens und das Ehren-Großkomturkreuz des oldenburgischen Haus-Ordens. Er wurde 1862 Mitglied der General-Ordens-Kommission und erhielt 1863 den Charakter als Generalleutnant. 
Troschke erhielt 1865 seinen Abschied und zu diesem Anlass das Komturkreuz des Königlichen Hausordens von Hohenzollern. Dennoch blieb er stimmführendes Mitglied des Generalartilleriekomitees und der General-Ordens-Kommission. Mit königlicher Genehmigung wurde er 1867 von der Stadt Gartz als Kandidat für das Parlament des Norddeutschen Bundes aufgestellt. Troschke hatte sich zeitlebens als militärhistorischer publizierender Autor betätigt. Er wurde auf dem Alten St.-Matthäus-Kirchhof Berlin bestattet.

### Familie
Troschke vermählte sich mit 1843 in Berlin mit Laura Krause (1825–1894). Aus der Ehe gingen eine Tochter und zwei Söhne hervor:
- Ernst August Hans Karl (* 28. März 1846)
- Martha Caecilie Auguste (* 14. Dezember 1847)
- Karl August Theodor (* 25. Oktober 1851)

## Werke
- Friedrich des Grossen Jugendjahre: ein Beitrag zur Gedächtnissfeier des Helden. Berlin 1840 (unter dem Pseudonym Theodor Posthumus).
- Aus dem Leben des General v. Luck. Berlin 1863.
- Die Beziehungen Friedrichs des Großen zu seiner Artillerie. Berlin 1865 (Digitalisat auf Google Books).
- Ernst Siegfried Mittler: Ein Lebensbild. Berlin 1870, (Digitalisat auf Google Books).
- Die Militär-Literatur seit den Befreiungskriegen, mit besonderer Bezugnahme auf die Militär-Literatur-Zeitung während der ersten 50 Jahre ihres Bestehens von 1820 bis 1870. Berlin 1870 (Digitalisat auf Google Books).
- Das eiserne Kreuz. Berlin 1871 (Digitalisat)
- Geschichte des Ostpreußischen Artillerie-Regiments Nr. 1. 1872.
- Der preußische Feldzug in Holland 1787. Berlin 1875.
- Anleitung zum Studium der Kriegsgeschichte. Berlin 1876, (Digitalisat auf Google Books).